# Niewiemko
Niewiemko – wieś w Polsce położona w województwie wielkopolskim, w powiecie chodzieskim, w gminie Budzyń.
W latach 1975–1998 miejscowość administracyjnie należała do województwa pilskiego.